# Seuthes II
Seuthes II (Σεύθης) was een koning van het Odrysisch koninkrijk van Thracië van ongeveer 405 tot 391 voor Christus. Hij deelde zijn heerschappij met die van Amadokos I, die hem bij het begin van zijn heerschappij koning maakte van de gebieden aan de kust van de Egeïsche Zee. Later begon Seuthes blijkbaar een opstand; Aristoteles vermeldt ene koning Amadokos die aangevallen werd door zijn generaal Seuthes, waarschijnlijk bedoelde hij deze personen. Seuthes verklaarde zichzelf koning tegen het einde van de 5de eeuw voor Christus. Volgens Xenophon, die in Thracië was in de winter van 400 tot 399 voor Christus, waren Seuthes en Amadokos toen machtige rivalen die geregeld tegen elkaar streden. Seuthes nam toen ook de Tienduizend Griekse huurlingen in dienst, onder leiding van Xenophon (op dat moment was hun aantal wel al flink geslonken waardoor ze nog maar met minder dan 8.000 waren). De twee Thracische koningen werden uiteindelijk verzoend met elkaar en een bondgenoot van Athene gemaakt door de Atheense generaal Thrasybulus in 390 voor Christus.
Seuthes trouwde met Stratonice van Macedonië, de zus van Perdikkas II, de koning van Macedonië.